# Brücke über die Große Mühl
Die Brücke über die Große Mühl,  auch Neufeldner Brücke oder Neufeldener Brücke genannt, ist seit 1991 die höchste Straßenbrücke Oberösterreichs. Sie liegt in der Gemeinde Neufelden und ist Teil der Rohrbacher Straße B127 von Linz nach Aigen im Mühlkreis.

## Beschreibung
Die Brücke über das Tal der Großen Mühl wurde im Jahre 1991 eröffnet. Mit einer Höhe von ca. 100 m, einer Länge von ca. 300 m und einer Breite von 15 m ist sie die höchste Brücke Oberösterreichs.